# 단기 기억
단기 기억(short-term memory)은 지각시스템에서 수초에서 수분 사이의 일시적인 정보의 보유를 담당하는 기억 체계이다.
단기 기억은 상대적으로 더 이전 단계에 해당하는 감각 기억(sensory memory)과 구분된다.
단기 기억은 제한된 자원으로 대부분 짧은 시간내에 사라지게 되지만 단기기억에서 충분히 시연(rehearsal)된 일부 정보는 장기기억으로 옮겨져 보다 오래 기억될 수 있다. 이는 마치 작업대 위에서 잠시 정보를 처리하는 동안 의식하고 있는 것과 같으며 컴퓨터의 RAM과 비슷하다. 단기 기억에 들어가는 정보는 시각적, 청각적으로 부호화 되다가 나중에는 언어 의미적 부호로 변화된다. 단기기억의 기억용량은 제한되어서 제안 초기에는 7±2개의 용량으로 가정되었으나 후속 연구들을 통해 최근에는 평균 3~4개의 용량을 가진 것으로 인정된다. 단기 기억 내 저장된 정보를 장기 기억으로 전환하기 위해서는 반복적으로 시연하거나 조직화하하는 과정이 요구된다.  작업 기억(working memory) 역시 단기 기억과 동일한 기억 체계를 가리키나 수동적인 저장소 개념에 해당하는 단기 기억보다 능동적인 정보의 통합과 변형을 강조하는 표현으로 구분된다. 작업 기억에 저장되는 정보는 감각등록기에서처럼 있는 그대로가 아니라 부호화되어 저장된다.
학계에서는 작업 기억 저장소에 저장된 정보의 탐색 및 인출 방식에 대한 동시 탐색 vs. 순차 탐색 논쟁이 존재했다. 동시 탐색은 작업 기억 내의 모든 정보에 즉시 접근 가능한 형태의 기억 저장소를 가정한 개념이며 순차 탐색은 저장소 내의 정보에 대해 한번에 하나씩 탐색해야하는 처리 특성을 가정하는 것이다.
단기 기억 또는 작업 기억과 관련된 분야로서 인지심리학과 신경과학 분야가 있으며 뇌 안에서 작업 기억과 관련된 부분을 연구하거나 관련 지각 체계에 대한 연구를 수행한다.

## 역사
도널드 올딩 헤브는 맥길대학교 심리학과 학과장으로 재직 중이던 1949년 장기기억과 단기기억의 핵심 차이에 관한 가설을 제시했다. 장기기억에는 뉴런들이 연결되면서 물리적 변화가 발생하나, 단기기억은 그렇지 않을 것이라는 주장이었다. 헵이 제시한 신경망 모델은 기억이라는 손에 잡히지 않을 듯한 영역을 뇌 안의 물리적 변화와 연결, 심리학과 생물학의 접점을 만들었다.
맥길대학교 교수 브렌다 밀너는 1950년대에 환자 HM의 사례를 통해 단기기억과 장기기억의 차이점을 임상적으로 최초로 구분하게 되었다. 그녀는 이해능력과 서술기억간의 관계와 관련한 해마의 기능 연구에 매우 큰 공헌을 하였다. 
1960년대 브렌다 밀너, 유진 갈란터와 칼 프리브람에 의해 단기기억이라는 용어가 처음 사용되었으며 마치 컴퓨터와 같은 마음을 연구하던 중에 이론으로 제시되었다. 애킨슨과 쉬프린의 1968년 연구에서는 작용기억을 단기저장으로 설명하였으며 이것은 현재 단기저장기억 혹은 단기기억으로 지칭된다. 수초간 정도의 짧은 시간 동안만 정보를 기억할 수 있는 능력을 가리키기 때문이다. 최근에는 단기기억이라는 용어보다 작업기억(Working Memory)이라는 용어를 더 많이 쓰는데 이것은 단순히 수동적인 기억 유지보다는 능동적인 정보 관리 측면을 강조하기 위해서이다.
다만 여러 작업기억 체계들 중 시각 영역에 대한 작업기억은 시각작업기억(Visual Working Memory, VWM)과 시각 단기 기억(Visual Short-Term Memory, VSTM)이 비슷한 비율로 사용된다. 이는 시각 기억(visual memory)이 청각이나 다른 감각 체계에 근거한 기억들과 달리 상대적으로 위에 기술한 작업 기억(working memory)적 특성 보다는 비교적 단순 저장소에 해당하는 특징을 강하게 보이는 것과 관련이 있다.

## 같이 보기
- 랜덤 액세스 메모리